# Težišče
Težíšče je v fiziki točka telesa, na katero je navor sile teže enak nič. V homogenem težnostnem polju težišče sovpada z masnim središčem. 
V geometriji določamo težišče kot točko za trirazsežna telesa, pa tudi za dvorazsežne like.